# Rue des Tournelles
Pour les articles homonymes, voir rue des Tournelles (homonymie).
La rue des Tournelles se situe dans le quartier parisien du Marais, et court sur les 3e (au nord) et 4e arrondissements (au sud) de la capitale française.

## Situation et accès
En équerre (ou L majuscule d'imprimerie), cette rue forme donc un angle droit, entre deux sections de longueurs inégales : 
- l'une courte, au nord, axée ouest-est (1re photo suivante), qui jouxte à l'est le boulevard Beaumarchais perpendiculaire ;
- l'autre plus longue, axée sud-nord, avec pour limite sud la rue Saint-Antoine orthogonale [au niveau de la statue de Beaumarchais (photo de l'infobox)  - personnalité qui occupa une propriété non loin, à l'angle des actuels boulevards Beaumarchais et Richard-Lenoir... -, d'une grille/bouche d'aération du métro[8], d'un robinet d'eau public, d'une station de taxis, et de leur placette triangulaire en grande partie piétonnière, sans odonyme propre, bordée à l'ouest par des numéros pairs de la rue Saint-Antoine longés d'arbres -cf. photo en infobox-, à l'est par la chaussée, le trottoir, et le premier numéro pair ou n°2 de la rue des Tournelles, adresse notamment de la librairie Opéra[9] BD].

Du sud au nord, soit dans son sens unique pour les automobilistes l'empruntant (double sens possible à vélo, et bien sûr à pied par deux trottoirs, un de chaque côté de la chaussée), cet axe principal borne ou croise les autres voies suivantes :
- une partie du nord-est de la rue Saint-Antoine qui part alors tout juste de la place de la Bastille à l'est, au niveau de la statue déjà évoquée ; la rue de Lesdiguières lui fait face, de l'autre côté de cette artère Saint-Antoine ;
- l'axe borne ensuite l'ouest de la rue de la Bastille, non empruntable désormais par les autos venant des Tournelles, sinon dans l'autre sens par celles arrivant de la rue Jean-Beausire ;
- l'ouest du passage piétonnier Jean-Beausire au double accès privatisé et tenant davantage d'une cour intérieure pavée plus ou moins longiligne, entre 12[7] rue des Tournelles et 11 rue Jean-Beausire[7] ;
- puis l'axe croise la rue du Pas-de-la-Mule qui délimite les 4e et 3e arrondissements, à sens unique ouest-est pour les voitures et les bus 29 ;
- il borne l'est des rues Roger-Verlomme (uniquement empruntable dans le sens est-ouest en voiture) et des Minimes ;
- croise la rue Saint-Gilles (en sens unique auto et des bus 29 est-ouest) ;
- il prend perpendiculairement vers l'est, via son tronçon nord évoqué ci-avant et lui-même perpendiculaire au boulevard Beaumarchais (empruntable en voiture dans les deux sens).

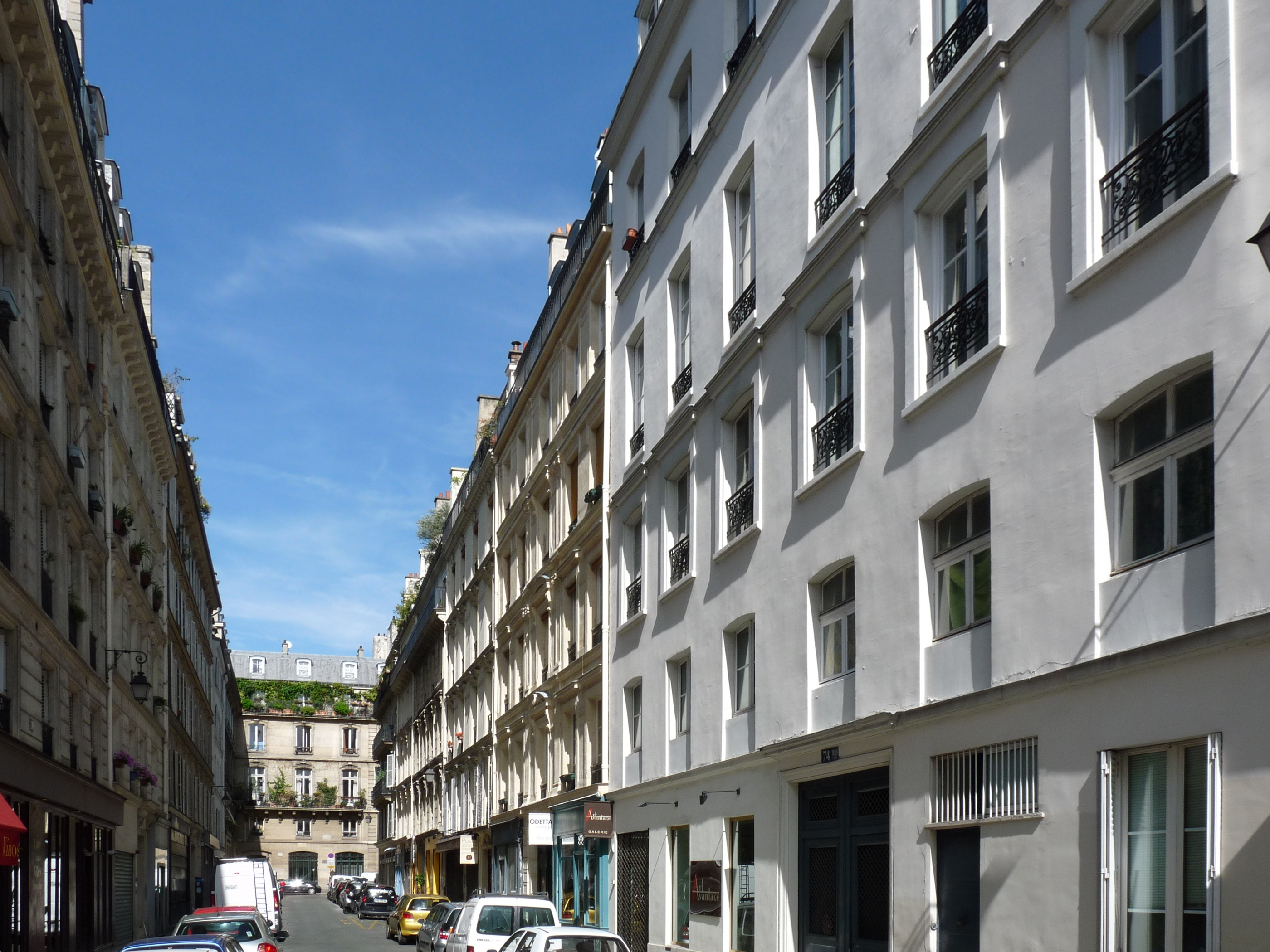
Vue partielle sud-nord du tronçon nord de la rue, côté 3e arrondissement, vers l'ouest de ce tronçon aperçu au fond.
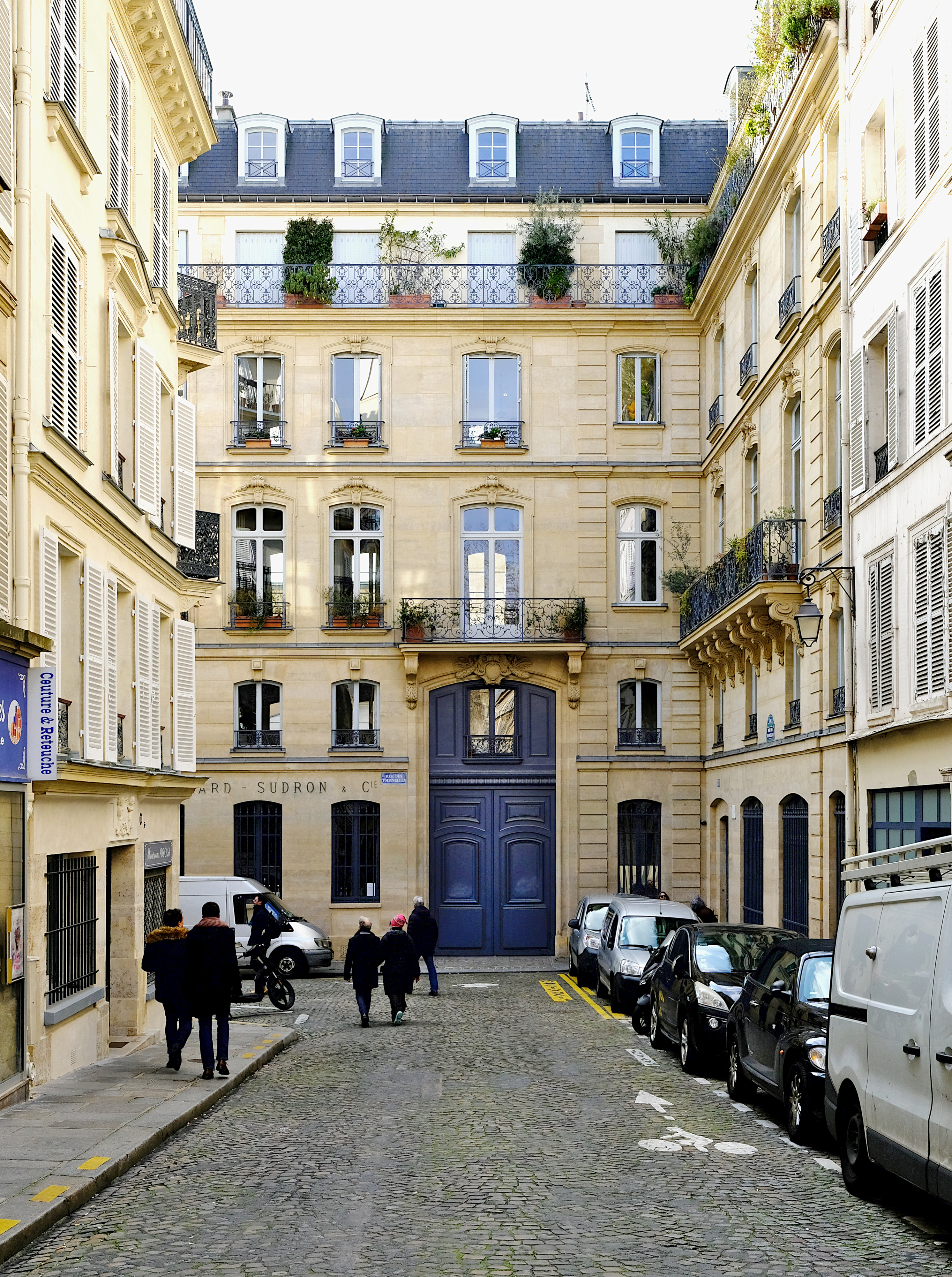
Partie nord de la rue vue du boulevard Beaumarchais.
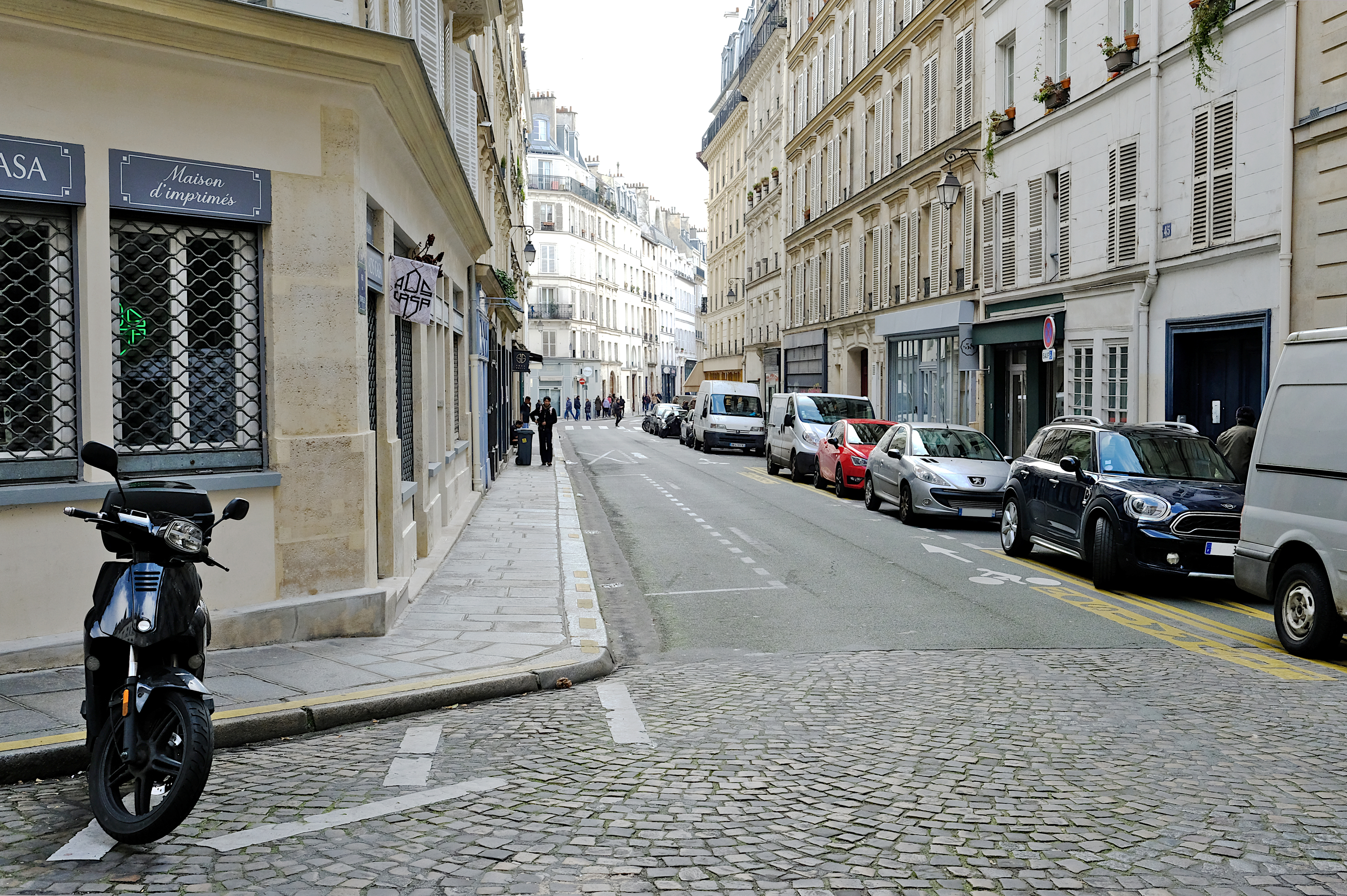
Le virage à 90°, avec vue sur la partie sud de la rue.

Ce site est desservi par des stations de métro de la RATP : Bastille au sud-est (lignes 1, 5 et 8, sorties 7 et 8), et Chemin Vert au nord-est (ligne 8) ; et par des arrêts d'autobus de la même régie de transports en commun : Tournelles - Saint-Gilles (ligne 29) ou Bastille - Beaumarchais/Saint-Antoine, à l'est (lignes 29, 69, 76, 91, ex-arrêt de la ligne 20 et de l'ex-ligne 65) voire plus à l'ouest (ligne 96, place des Vosges).
Des places de taxis en file, sans borne d'appel, existent par ailleurs au débouché de la rue dans celle de Saint-Antoine, au pied de la statue de Beaumarchais nettoyée en 2024 en même temps que son socle, et à côté du robinet.

## Origine du nom

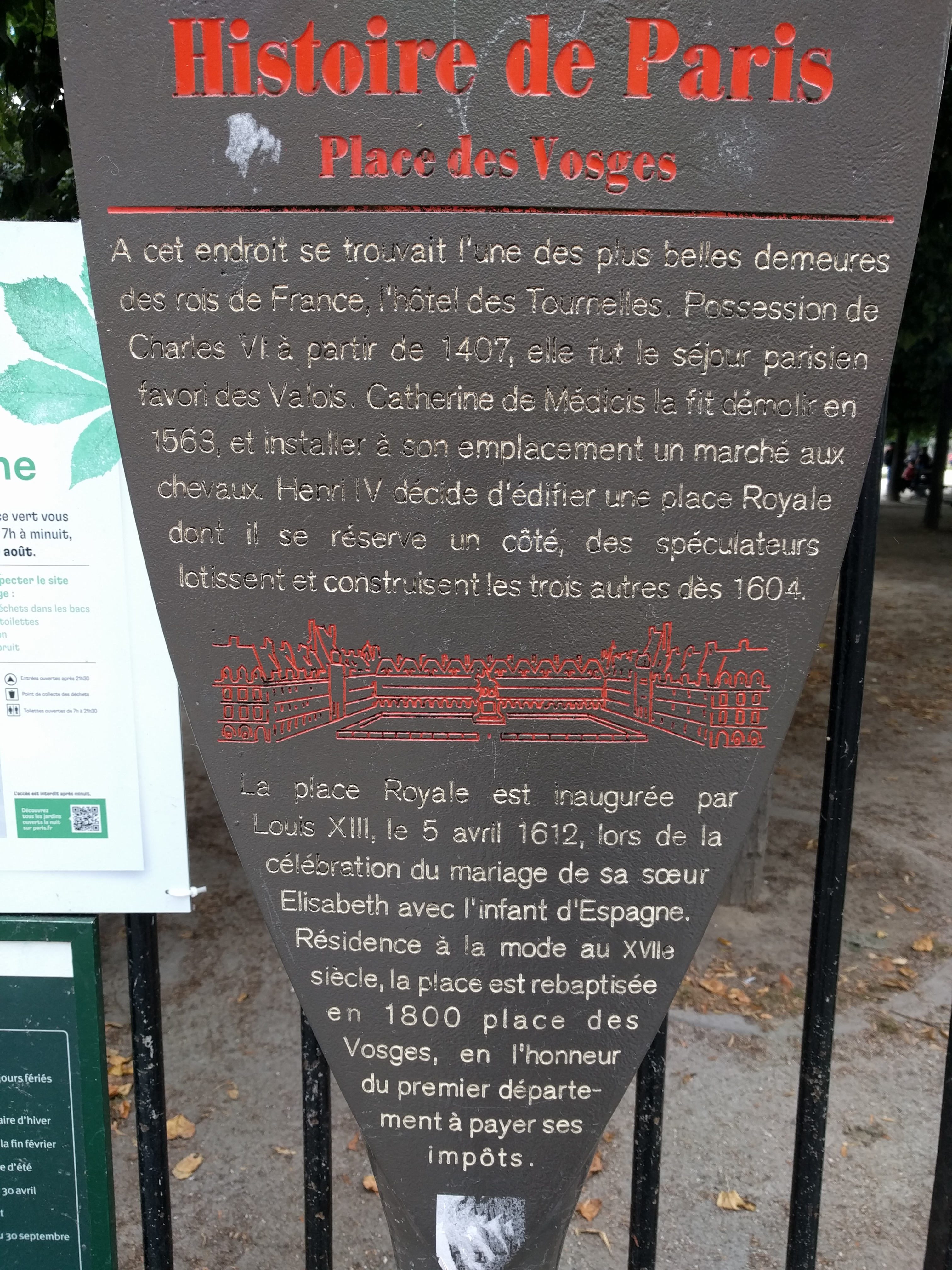
Place des Vosges "mitoyenne" :
de l'hôtel des Tournelles,
royal de 1407 à sa destruction
vers 1563 ;
à la place Royale...

Le tracé de la rue longe le côté oriental de l'"hôtel" ou "palais" royal des Tournelles qui s'élevait jadis sur l'emplacement principal de l'actuelle place des Vosges "attenante".
Cette résidence des Tournelles est démolie en 1563 ou 1565 à l'instigation de la reine mère Catherine de Médicis, qui lui substitue un marché aux chevaux plus tard loti par le roi de France Henri IV en sa forme d'aujourd'hui inaugurée en 1612 ou 1615 par Louis XIII, jeune fils et successeur encore mineur de ce dernier.

## Historique
L'ancienne rue des Tournelles est ouverte :
- vers 1400[7] pour son actuelle partie sud entre les actuelles rues Saint-Antoine et Saint-Gilles[7] ; comme une "desserte" :
  - du rempart de l'enceinte de Charles V à l'est, construit vers 1356 à 1383,
  - et de l'hôtel des Tournelles favori du roi Charles VI à partir de 1407 à l'ouest (cf. panneau d'Histoire de la place des Vosges) ;
  - d'abord sous le nom de rue Jean-Beausire (attesté en 1546), avec laquelle elle semble alors en partie se confondre[10] (et que Gilles Corrozet appelle déjà ainsi en 1532)[3] ;
- et en 1637 pour la partie nord comprise entre la rue Saint-Gilles (elle-même ouverte vers 1640[3] ou 1657[7]) et le (futur) boulevard Beaumarchais alors occupé par le rempart de Charles V[3], partie appelée "petite-rue-Neuve-Saint-Gilles", avec laquelle elle fusionnera en 1839 pour former la rue des Tournelles dans l'intégralité que nous lui connaissons depuis (arrêté du 15 juillet 1839)[3].

La place Royale quasiment adjacente a été édifiée dans l'intervalle, de ses trois premiers côtés lotis et construits dès 1604 -cf. photo du panneau d'Histoire de Paris ci-avant, en section "Origine du nom"- (lettres patentes de juillet 1605) à 1612 essentiellement, les bâtiments Est de l'actuelle place des Vosges s’ouvrant d’ailleurs par leurs arrières sur la rue des Tournelles.
Alexandre Gady relève l’appellation, au XVIIe siècle, « rue du Devers-du-Rempart », qu'elle longeait intérieurement, avant sa transformation en boulevard à partir d'environ 1670.
Elle est citée sous son nom de « rue des Tournelles » dans un manuscrit de 1636 où le procès-verbal de visite indique qu'elle est trouvée « orde, salle et pleine de boues et immundices ».
Située alors dans l'aristocratique quartier du Marais, la rue des Tournelles hébergea entre autres :
- l'auteur de chansons Philippe-Emmanuel de Coulanges, cousin maternel de Madame de Sévigné, qui y mourut en son hôtel[Où ?] en 1716 ;
- et Marie-Émilie de Joly de Choin, épouse survivante du Grand Dauphin, qui y demeura[Où ?], une fois devenue veuve fin 1711, jusqu'à sa mort survenue en 1732[réf. souhaitée].

## Bâtiments remarquables et lieux de mémoire
- No 6 : porte cloutée. Une des entrées du passage Jean-Beausire, rejoignant le 11 de la rue du même nom.
- No 11 : immeuble construit en 1885 de l'architecte J. Bourdeix.
- No 17 : entrée secondaire de l'hôtel particulier de Rohan-Guémené (dont la partie centrale, aujourd’hui maison de Victor Hugo est située au no 6 de la place des Vosges). L’hôtel, l’un des plus beaux de la place des Vosges, a été construit en 1605 pour Isaac Arnauld, conseiller du roi. Le prince de Rohan–Guémené, pair de France et Grand veneur de France, l’acheta en  1637 et la famille de Rohan le conservera jusqu'en 1784. Le chevalier de Rohan y fut arrêté[réf. nécessaire] et décapité à la Bastille, à quelques mètres de son hôtel, pour complot contre le roi Louis XIV.

Prosper Jolyot de Crébillon, dit « Crébillon père », académicien, auteur d’Atrée et Thyeste, y demeura et y mourut le 17 juin 1762.
L’aile des Tournelles forme un « U », la façade de l’ensemble est de pure facture début XVIIe. La cour d’honneur est agrémentée d’une des rares fontaines d’époque Louis-Philippe. Madame de Sévigné séjourna dans cette aile de l’hôtel. Au rez-de-chaussée et entresol, Lucienne Heuvelmans, première femme grand prix de Rome et pensionnaire de la Villa Médicis (1911), installa son atelier de sculpture. Victor Hugo vécut de 1832 à 1848 dans un appartement situé au second étage de la partie centrale de l’hôtel, 6, place des Vosges. Un musée « maison Victor Hugo » fut inauguré le 30 juin 1903. Hôtel et cour sont classés.
Des scènes du film de Philippe de Broca, Le Magnifique ont été tournées vers 1972 dans cet immeuble, côté Tournelles (qui est le domicile de l'écrivain à succès François Merlin/alias Jean-Paul Belmondo, qui y lorgne sur sa voisine interprétée par Jacqueline Bisset, au point de l'imaginer en héroïne glamour de ses romans d'espionnage de gare à ses côtés…). La femme de ménage campée par Monique Tarbès y passe parfois, l'électricien Jean Lefebvre aussi, sans divulguer des scènes dans le remarquable  escalier « à cascades » minimales (belmondiennes), ni surtout la scène finale du film, tournée dans la cour alors non ravalée (vieille enseigne défraîchie d'entreprise…), entre certain nouveau couple et les « méchants » éditeur et consort…[pas clair]. Une scène de morne embouteillage automobile sous la pluie se situe sur la place de la Bastille toute proche, autour de la colonne de Juillet
- No 18 : cour et escalier.

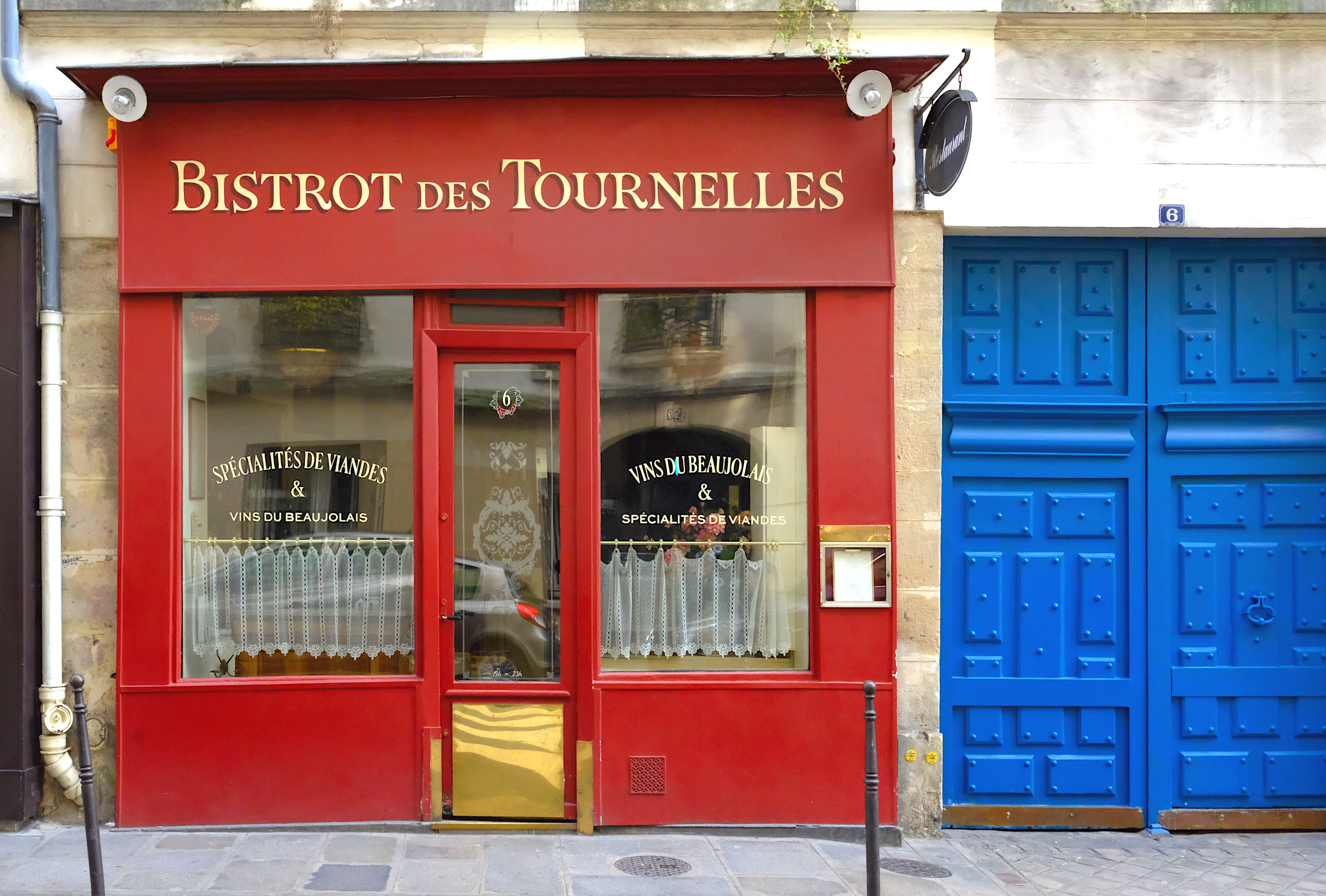
No 6.
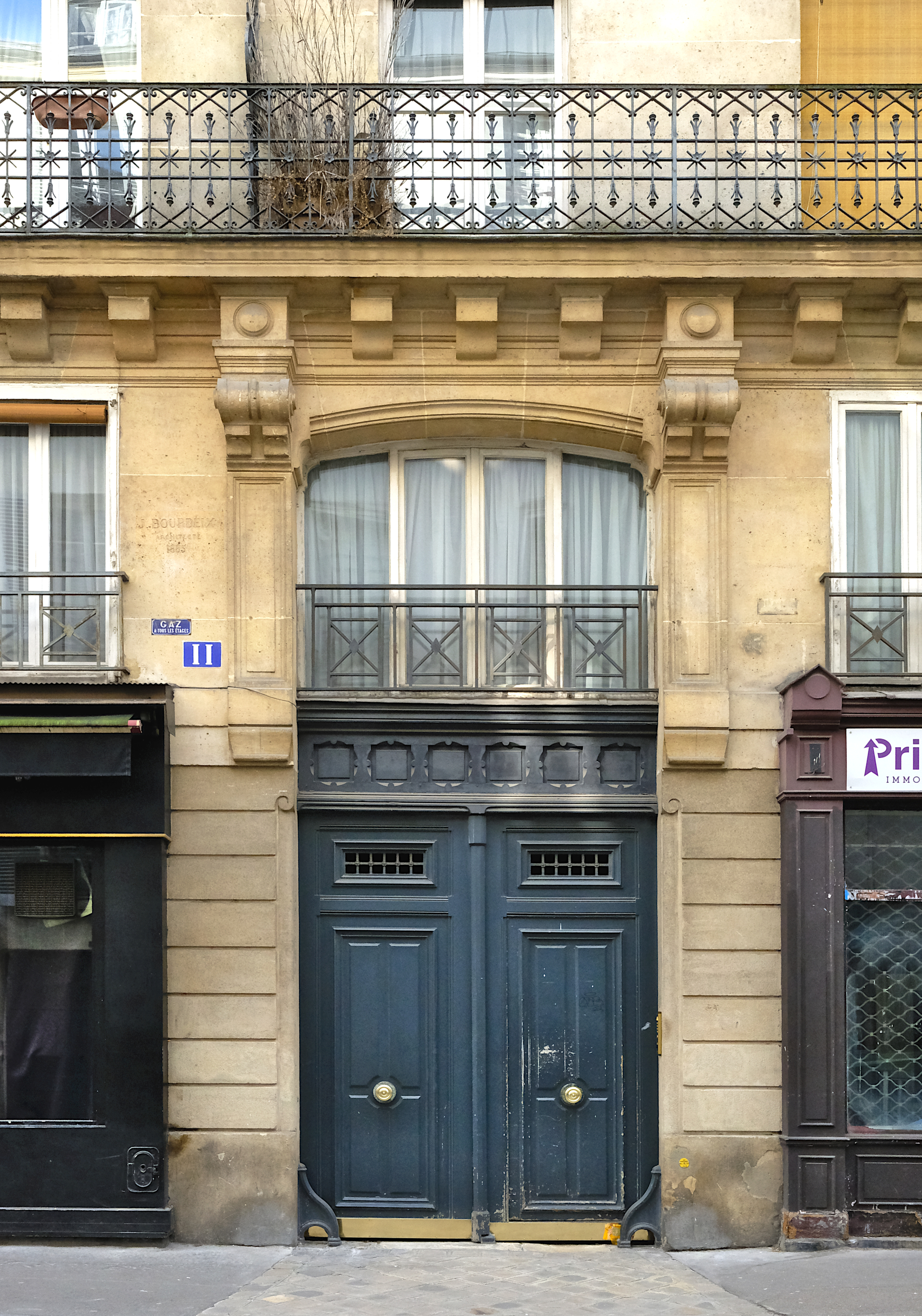
No 11.
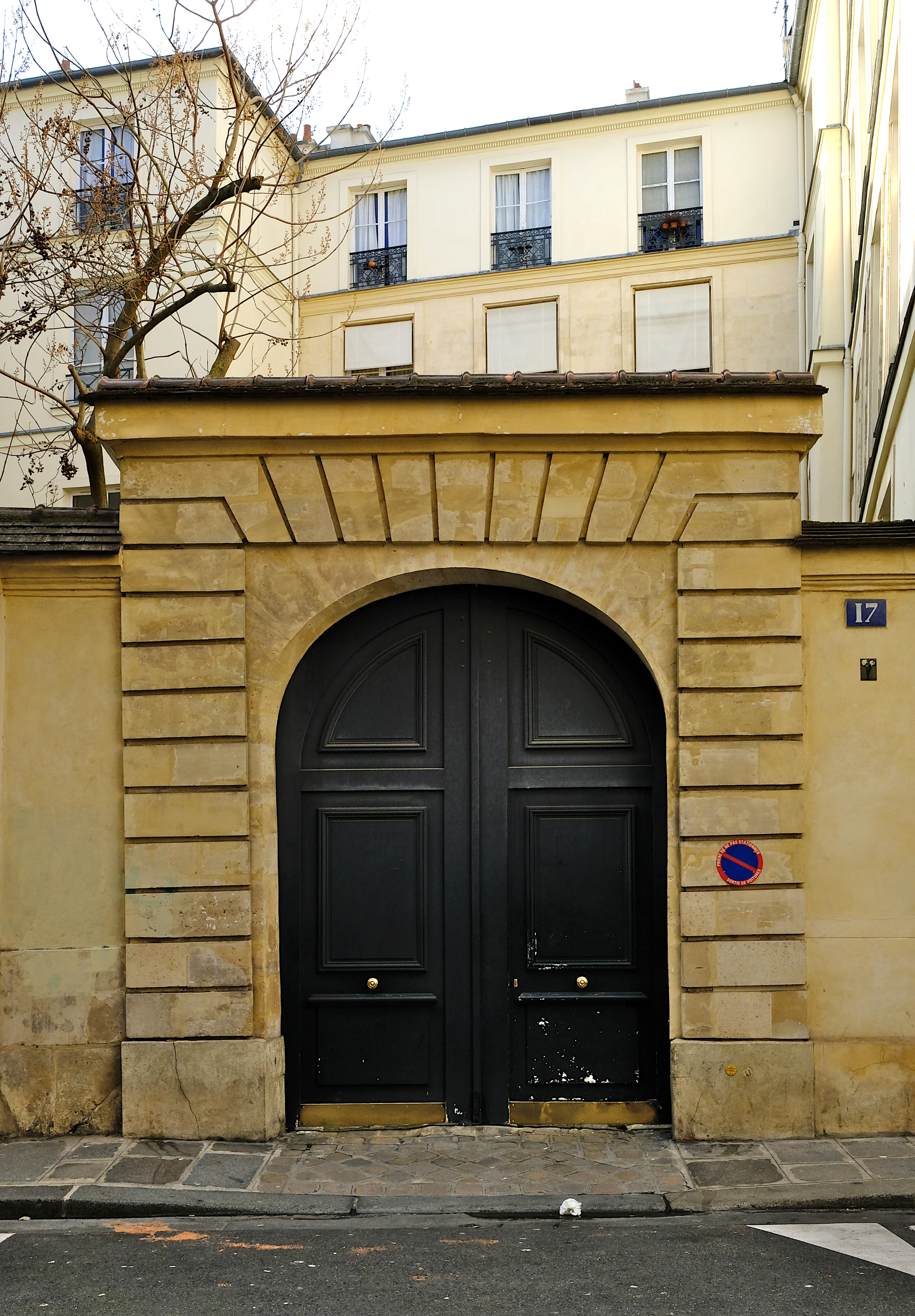
No 17.
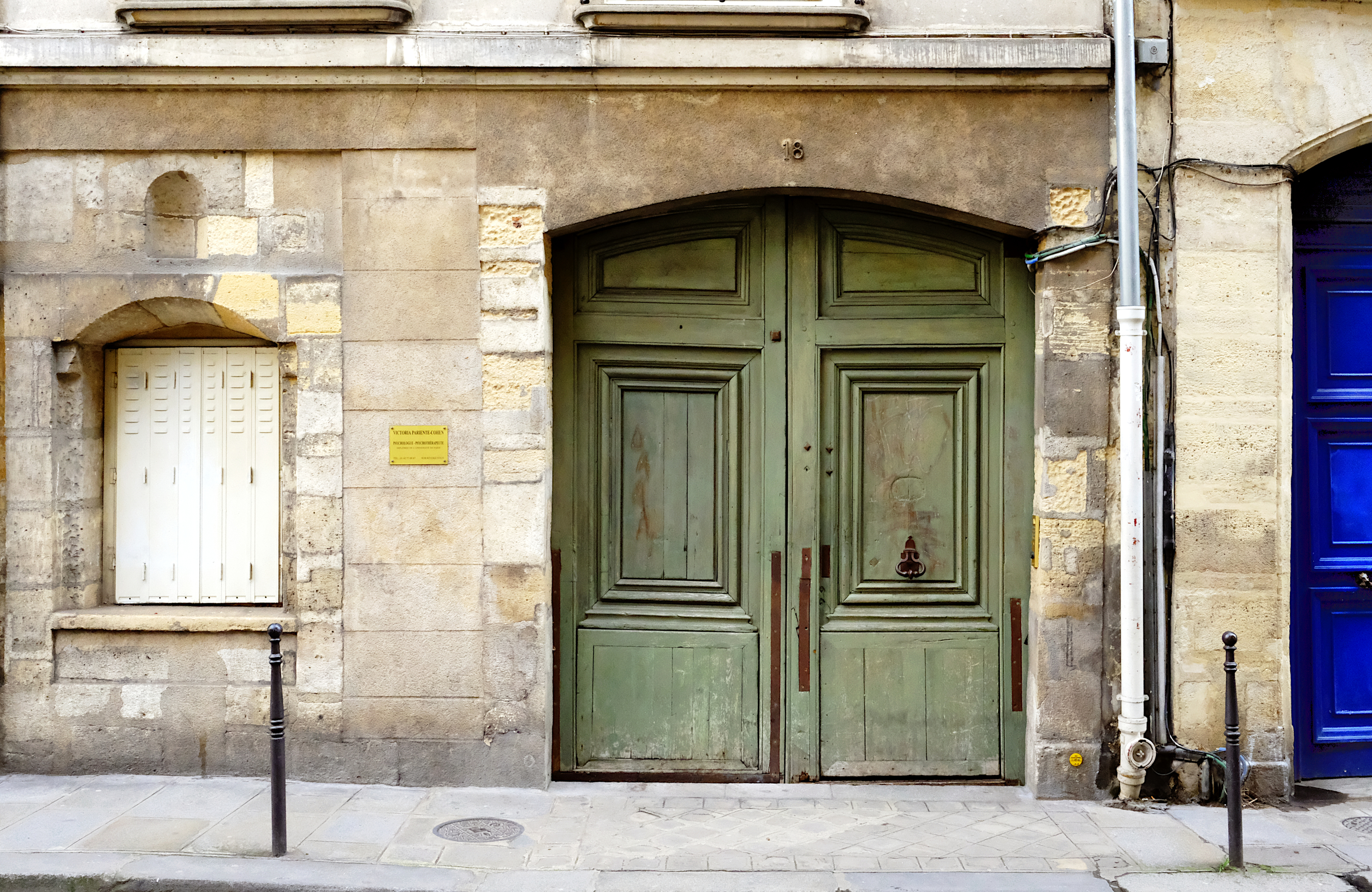
No 18.

- No 20 : immeuble construit en 1910 de l'architecte Félix Boiret[13].
- No 21 : synagogue classée[3], appelée « synagogue de la rue des Tournelles », construite de 1861 à 1863, incendiée en 1871, et restaurée en 1875. Gustave Eiffel a construit l'ossature intérieure en fer. Cet édifice fait partie avec celui de la rue de la Victoire des deux plus beaux temples israélites de Paris.
- No 28 : hôtel « Mansart », ou « de Sagonne »[3], édifié de 1674 à 1685, par et pour Jacques Hardouin-Mansart de Sagonne, surintendant et architecte du roi. L’hôtel resta dans cette famille jusqu'à sa vente en 1767. Il fut vendu à la famille de Noailles. La comtesse Philippe de Noailles, dame d'honneur de la reine Marie Lesczynska, puis de la dauphine Marie-Antoinette, y vécut. L'intérieur de cet hôtel fut décoré par Le Brun, Mignard et Allegrain. La façade orientale se trouve au fond d'un jardin dont la grille de l'entrée est située au no 23 du boulevard Beaumarchais. Hôtel et jardin sont classés.

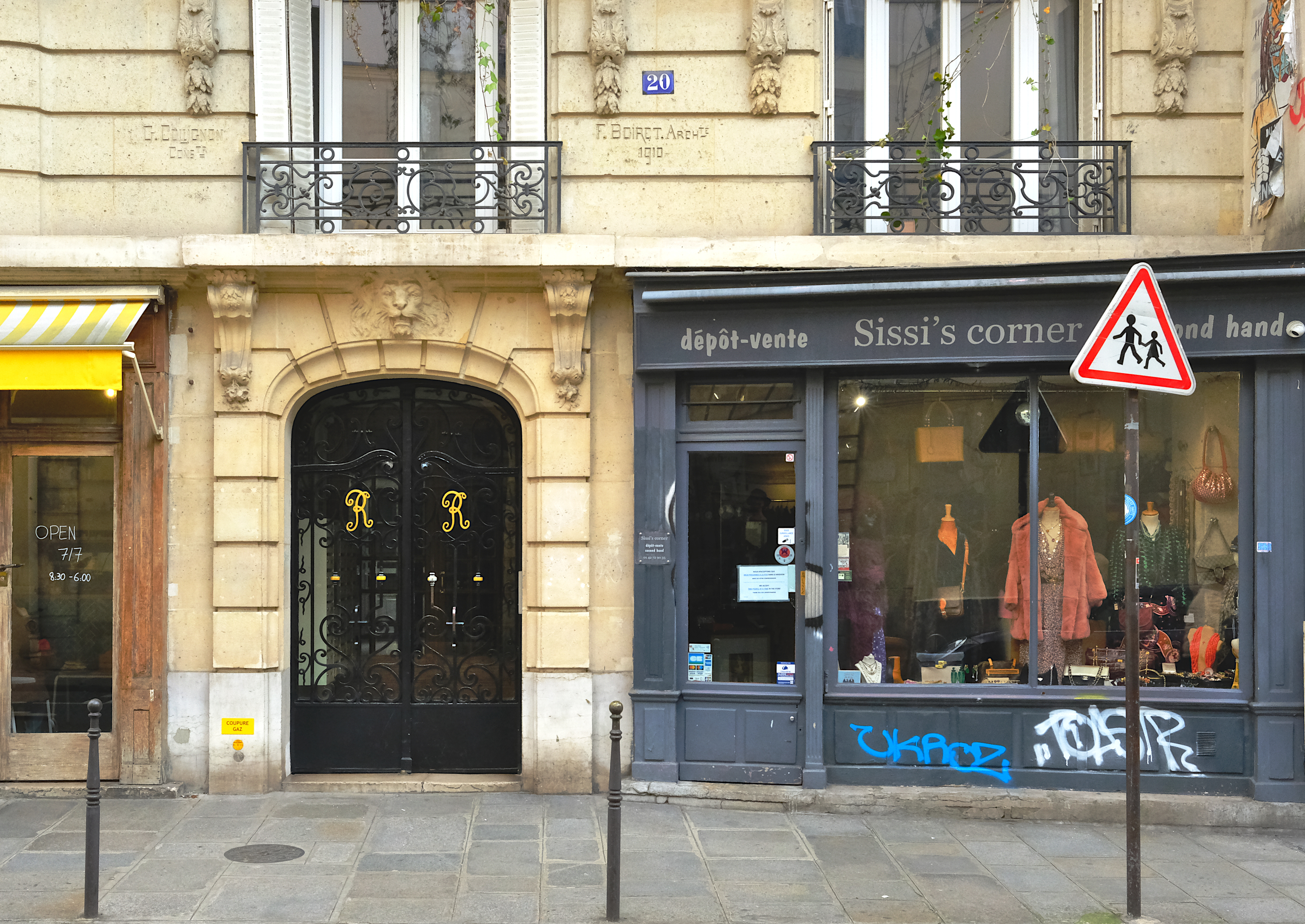
No 20.
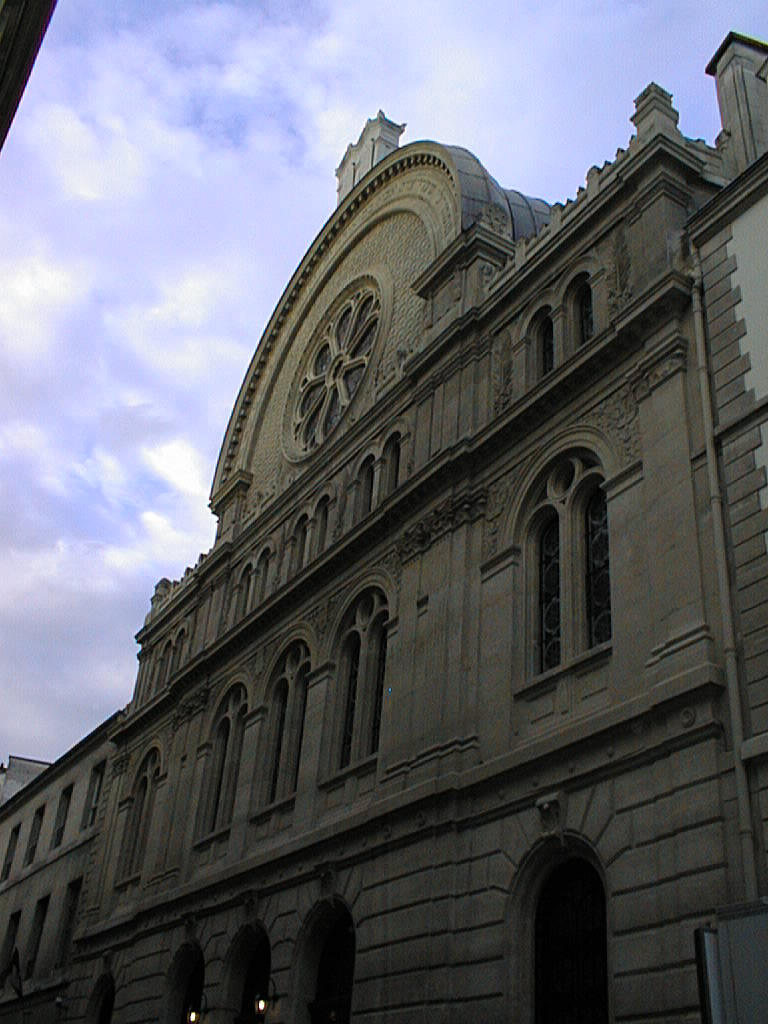
Synagogue du no 21.
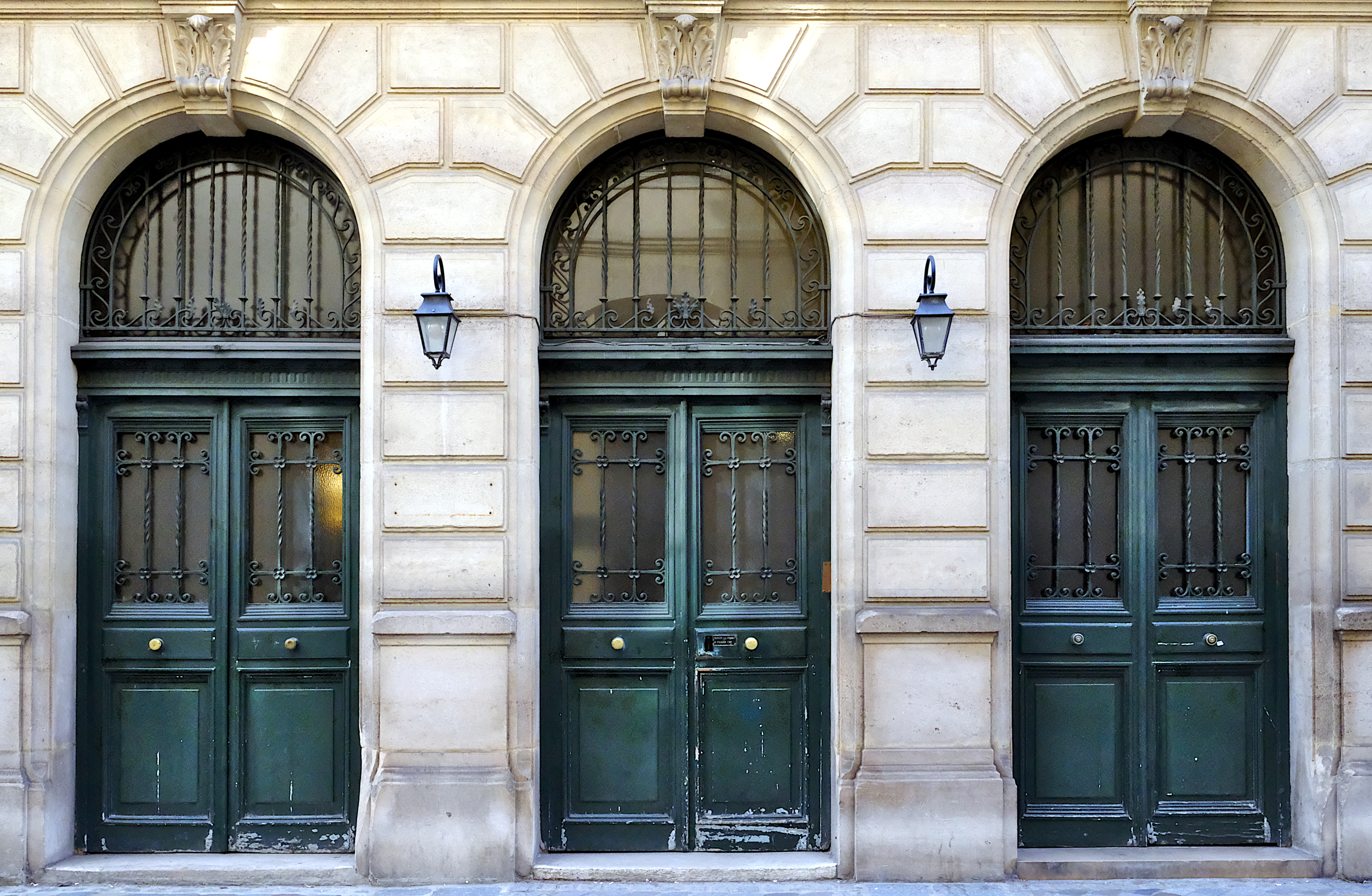
Portes de la synagogue.
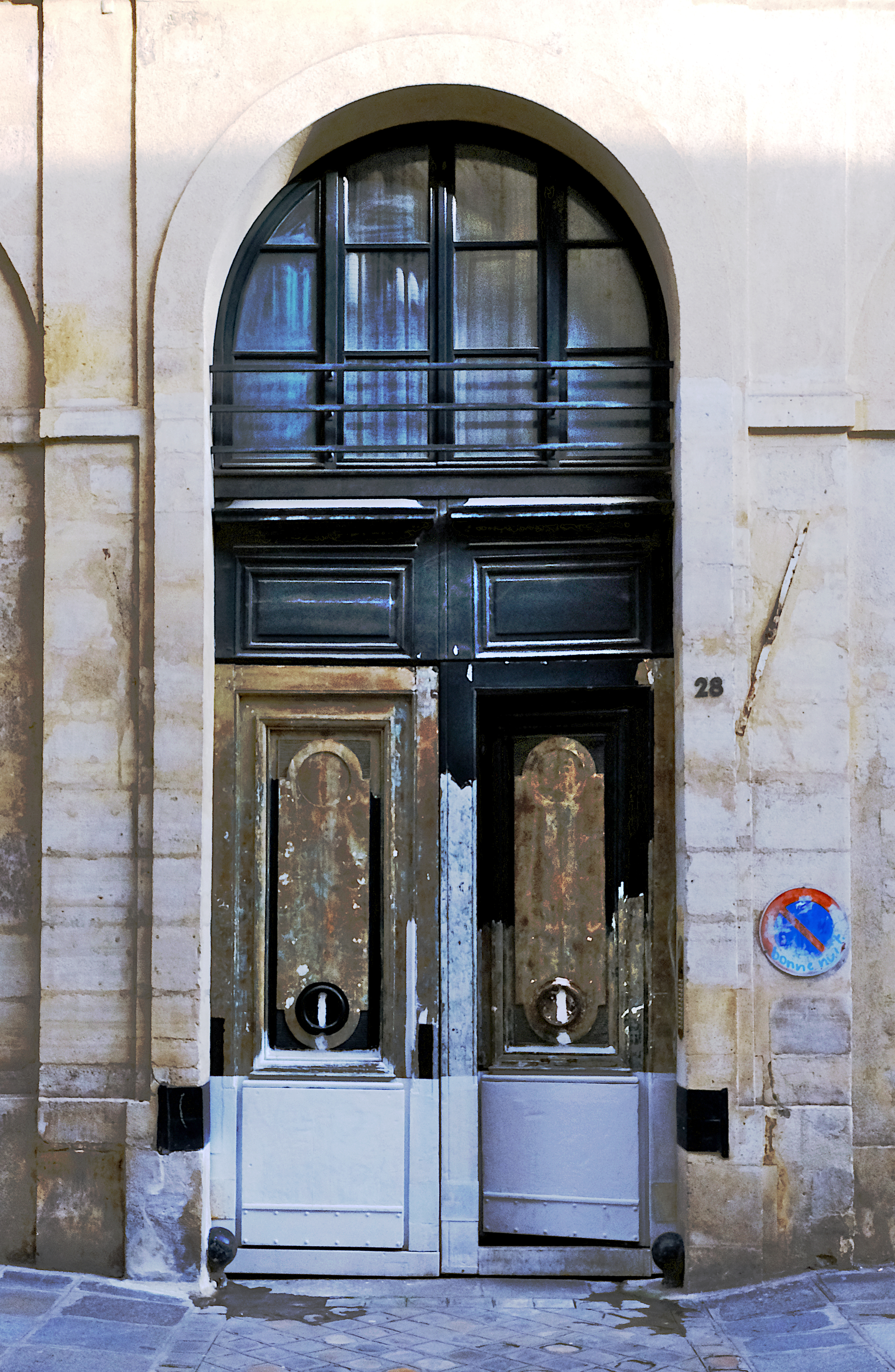
No 28.

- No 32 : on remarquera qu'il n'y a qu’une fenêtre par étage.
- No 33 : maison du XVIIe siècle, porte.
- No 35-37 : emplacement d’un couvent fondé en 1624 pour les filles pauvres et malades, sous la protection d’Anne d’Autriche. Cette maison fut appelée « couvent des Hospitalières de Notre-Dame » après avoir été dénommée « des Hospitalières près les Minimes de la place Royale ». De 1660 à 1664, Françoise d’Aubigné, veuve Scarron, future madame de Maintenon, y fit retraite. Le couvent fut supprimé à la Révolution et plusieurs institutions de bienfaisance y prirent place jusqu'en 1906. Ensuite caserne des pompiers puis jardin Arnaud-Beltrame (accès par les n°35 et 37).
- No 36 : maison de 1642, construite pour le procureur du Châtelet, Louis du Baille. Cette demeure fut louée puis vendue à Ninon de Lenclos, en 1684. Fille d'un gentilhomme de Touraine, elle fut la maîtresse notamment du Grand Condé et du duc d'Estrées. La rue des Tournelles acquit alors une réputation de rue galante. Plus tard Ninon de Lenclos ouvrit un salon littéraire fréquenté par Molière (qui y présenta Tartuffe), le jeune Voltaire, la reine Christine de Suède, madame de Sévigné. Elle mourut en cette maison  en 1705 à 85 ans.
- No 40 : le 16 juin 1995, un tueur en série dit de l'Est parisien agresse une jeune psychomotricienne de 23 ans nommée Élisabeth Ortega. Elle en réchappe de justesse, et sera le témoin-clef poussant le violeur et tueur à avouer en pleurant, en plein procès le 27 mars 2001, sept meurtres et une agression, avant d'être lourdement condamné.
- Nos 40-44 : ferronneries.
- No 47 : le 30 janvier 1918, durant la Première Guerre mondiale, l'édifice correspondant à ce numéro est touché lors d'un raid effectué par des avions allemands[14].
- No 48 : hôtel du XVIIIe. Pompe à eau en cuivre sur la droite dans la première cour.Porte, mansarde, escalier.
- No 50 : hôtel du XVIIIe. Escalier avec rampe superbe à balustre de chêne. Façade avec balcons à pilastres en pierre, bel hôtel au fond de la cour.
- No 56 : maison construite en 1684, par l'architecte Jacques Gabriel, grand-père de l'architecte de la place de la Concorde. Pompe à eau en cuivre sur la gauche dans la cour.
- No 58 : une plaque explique : « Merlin de Thionville. Député à l'Assemblée législative, à la Convention, au Conseil des 500, représentant aux Armées, est mort ici le 14 septembre 1833 à l'âge de 71 ans ».
- Nos 64-68 : maisons du XVIIe.

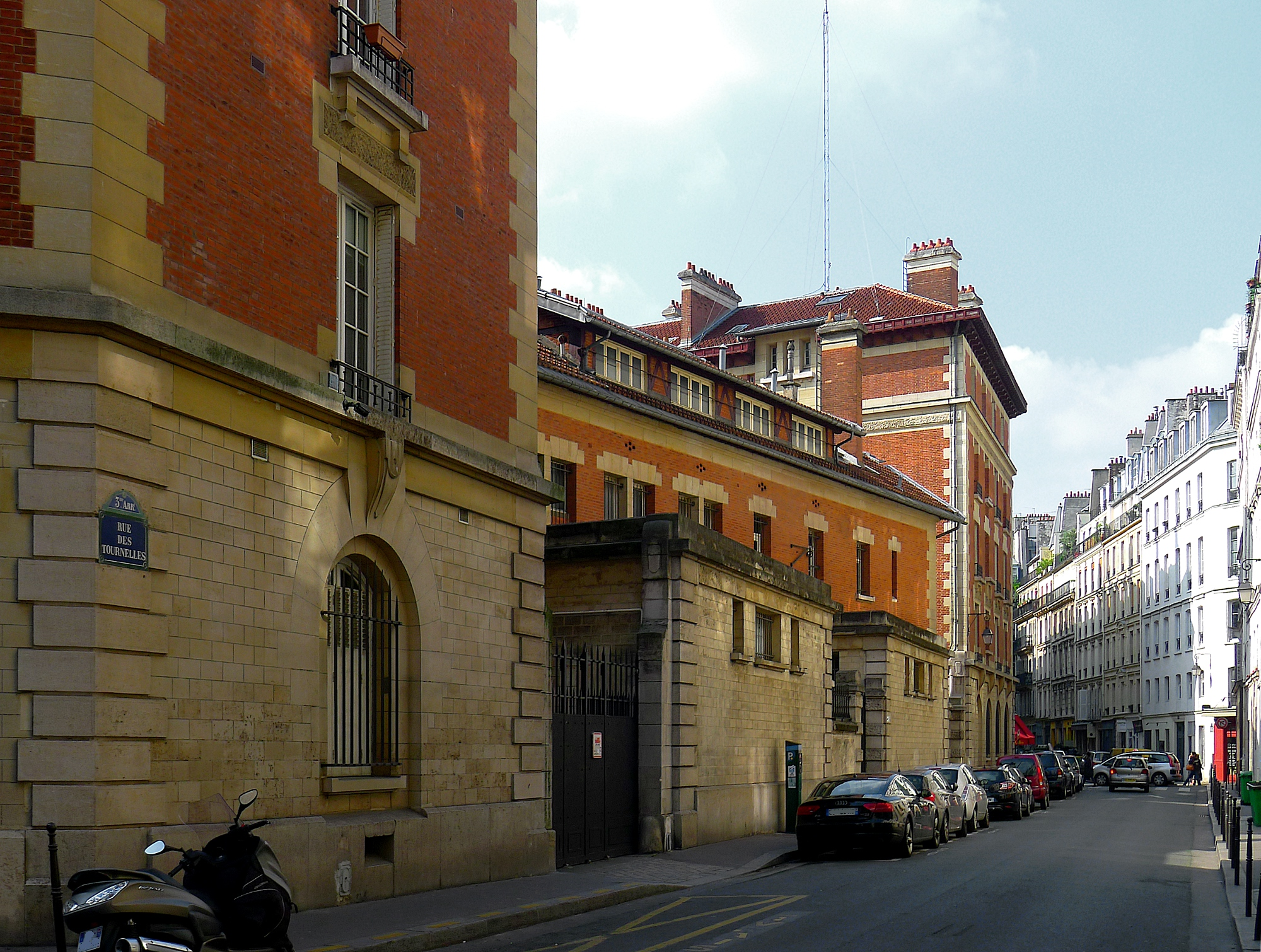
No 35-37 : ancienne caserne de gendarmerie.
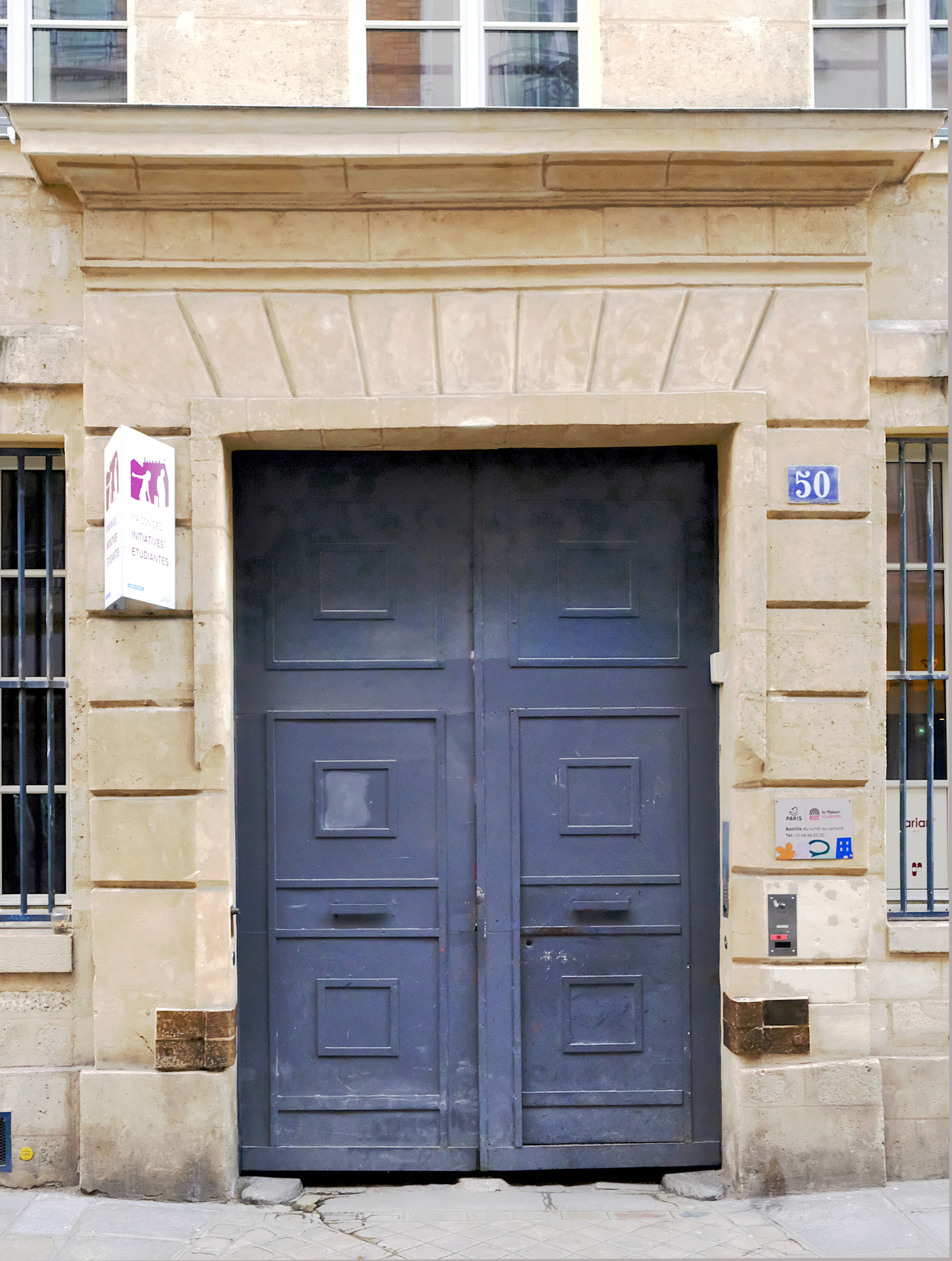
No 50.
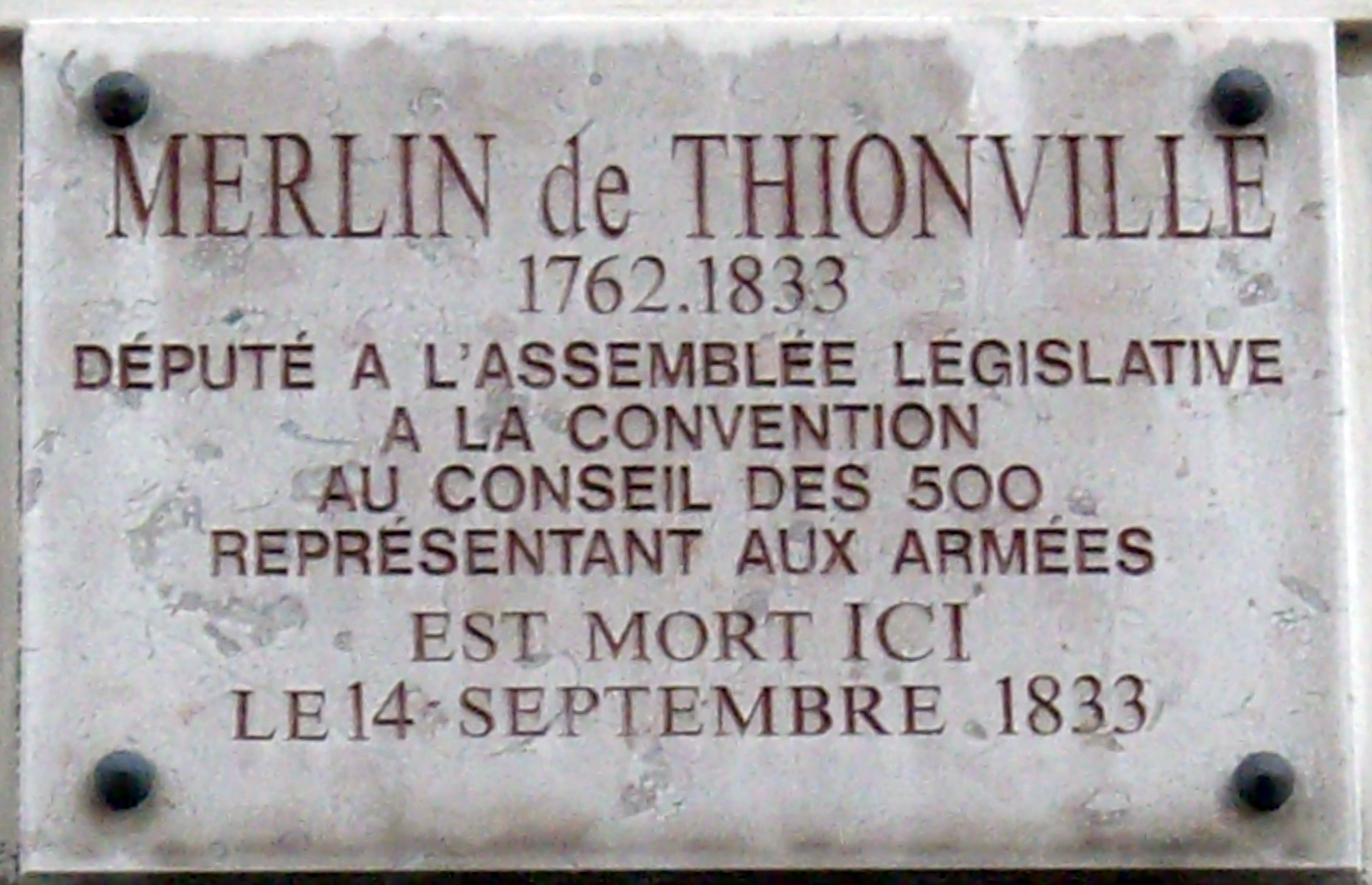
Plaque au no 58.
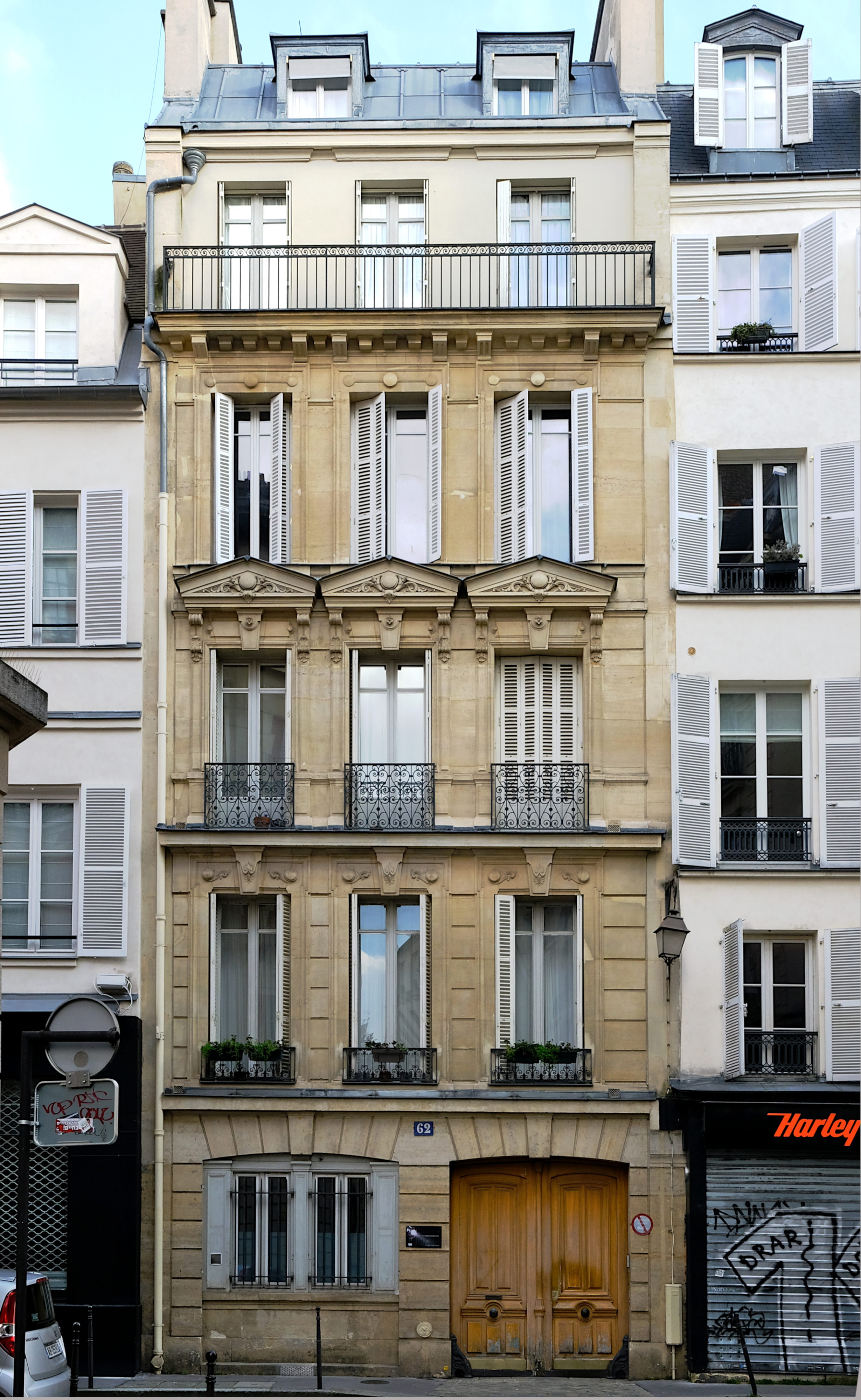
No 62.
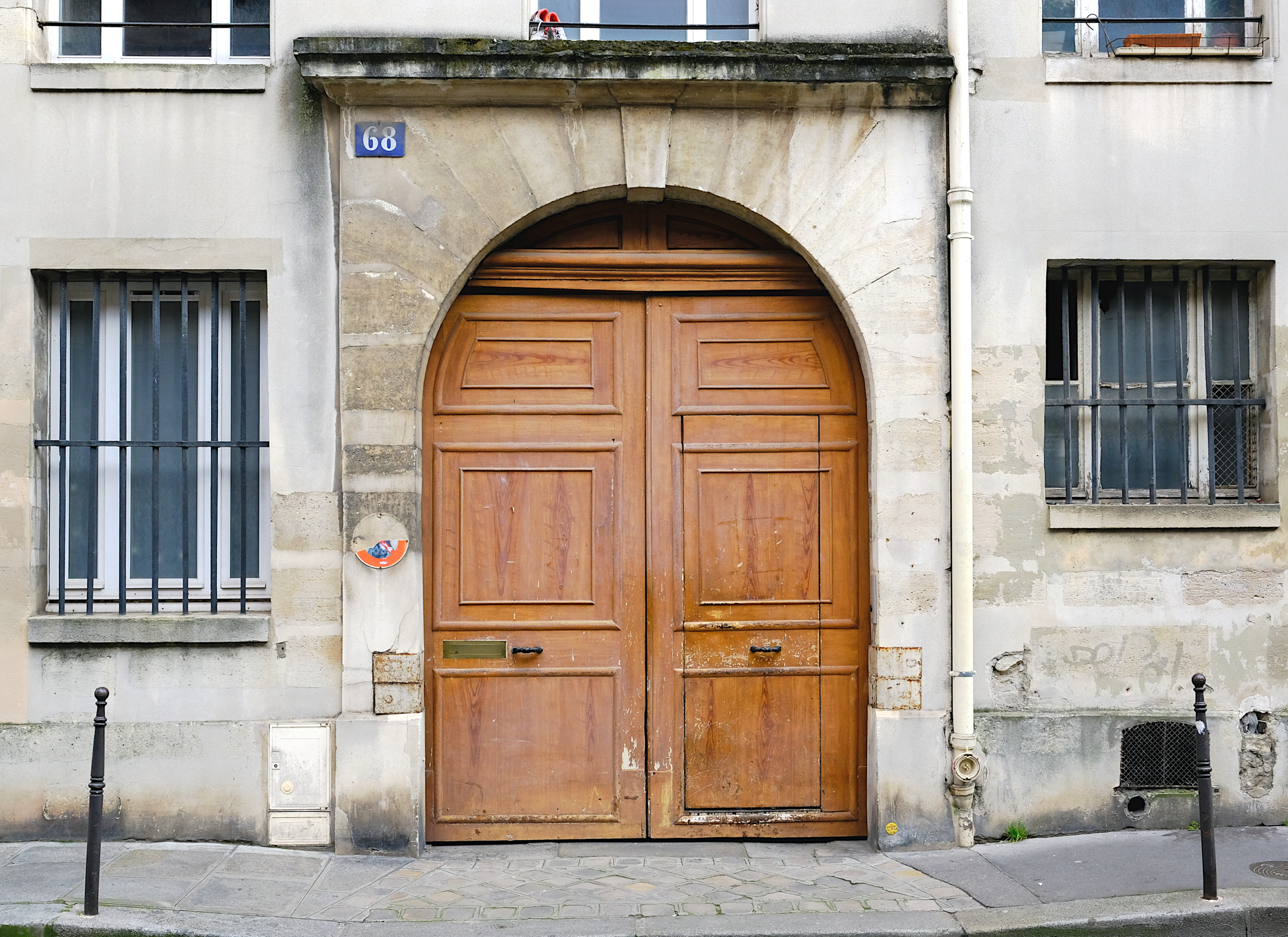
No 68.

- No 70 : demeure de Félix Pyat, journaliste républicain, membre de la Commune de 1871, surnommé par certains « le mauvais génie » de la Commune.
- No 72 : maison du XVIIe siècle.
- No 80 : porte cloutée.
- No 88 : demeure de Charles Beslay, nommé commissaire de la République dans le Morbihan par le gouvernement provisoire en 1848, délégué au Comité central républicain des vingt arrondissements pendant le siège de 1870, puis délégué de la Commune auprès de la Banque de France.

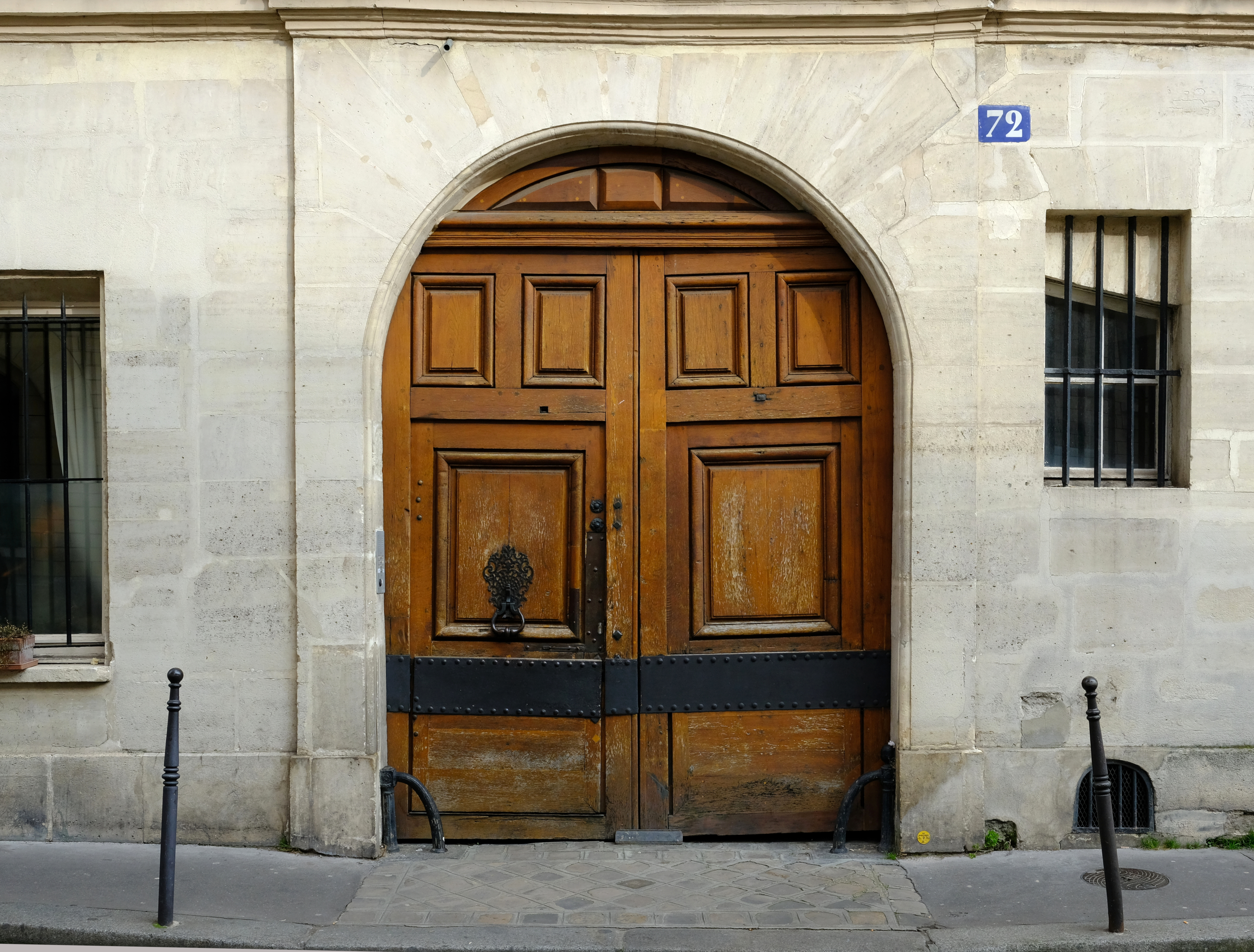
No 72.
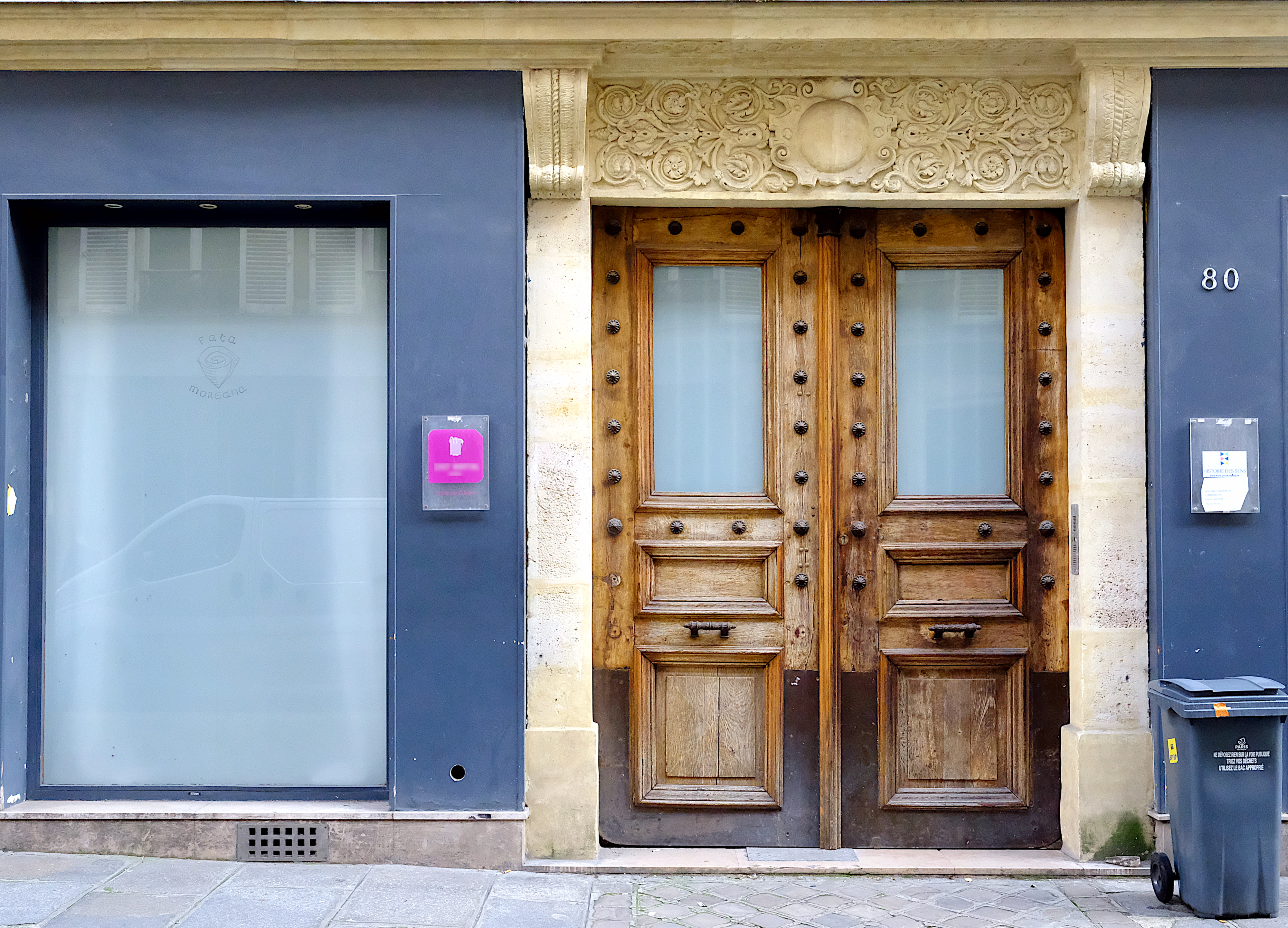
No 80.
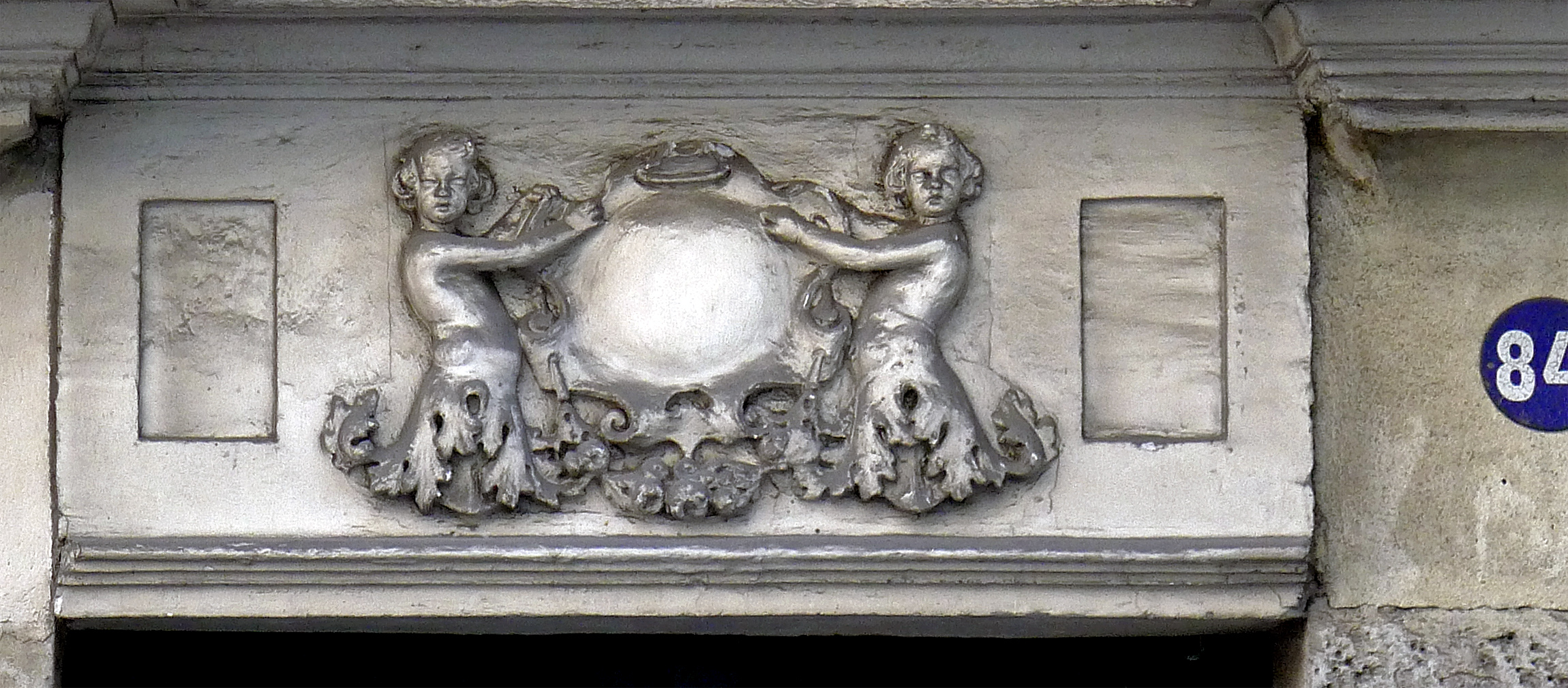
Bas-relief du no 84.
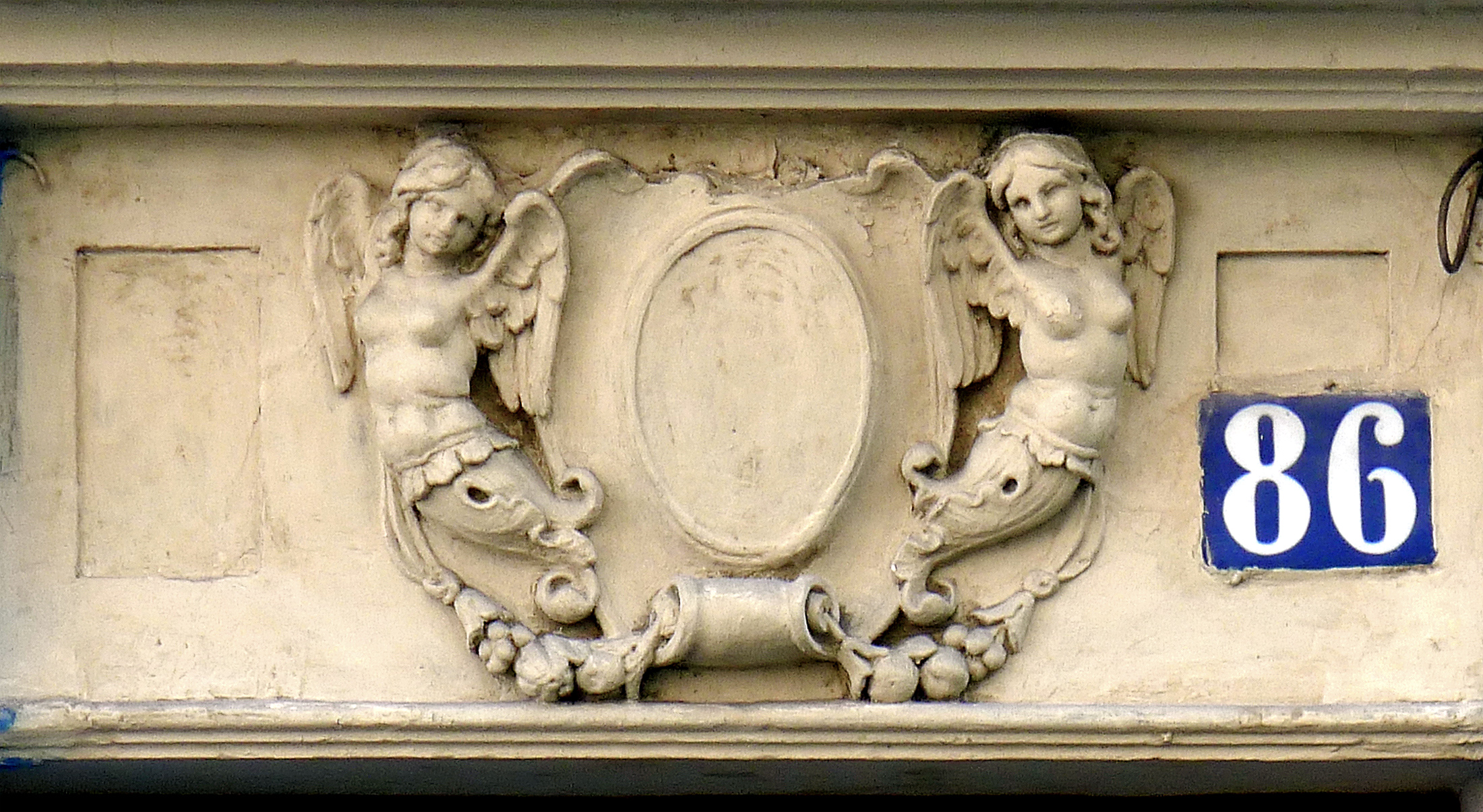
Bas-relief du no 86.